# NORSAR
NORSAR (англ. Norwegian Seismic Array) — сейсмическая группа, созданная в 1968 году в рамках договора между Норвегией и США по фиксации землетрясений и ядерных взрывов.
В 1973 году NORSAR стала первой системой, подключённой к компьютерной сети ARPANET за пределами США.
Расположена к северу от Осло в посёлке Хьеллер.